# Georges Leygues (croiseur)
Pour les autres navires du même nom, voir Georges Leygues (navire).
Appartenant à la classe La Galissonnière, avec la Gloire, le Montcalm, la Marseillaise, La Galissonnière et le Jean de Vienne, le Georges Leygues est l'un des six croiseurs de 2e classe français de 7 600 TW.
Si le Jean de Vienne, La Galissonnière et la Marseillaise se sabordèrent à Toulon, le 27 novembre 1942, les 3 autres prirent une part active à la Seconde Guerre mondiale.
Le Georges Leygues participa à la Seconde Guerre mondiale, d'abord au sein de la troisième République puis sous le régime de Vichy puis avec les Forces françaises combattantes. Il prendra part au débarquement anglo-américano-canadien en Normandie, le 6 juin 1944 et au débarquement franco-américain du 15 août 1944 en Provence. Ensuite, il participa à la guerre d'Indochine puis à la crise du canal de Suez. Il sera désarmé en 1959.

## Histoire

### Lancement
Le sixième et dernier croiseur léger de classe La Galissonnière devait à l’origine être baptisé Chateaurenault mais alors qu’il n’est pas encore sur cale, le ministre de la Marine Georges Leygues qui avait été ministre de la Marine quasiment sans discontinuer entre 1917 et 1933 et aura contribué à ce que la France possède en son temps la 4e marine du monde, est mort le 6 septembre 1933. En hommage à l’artisan de la renaissance navale française, son successeur, Albert Sarraut décida, le 13 septembre 1933, de donner au nouveau croiseur le nom de Georges Leygues.
Mis sur cale aux Ateliers et Chantiers de Penhoët à Saint-Nazaire, le 21 septembre 1933, il est mis à flot le 24 mars 1936 pour être achevé le 4 décembre 1937. Le 8 février 1939, l'abordage - accidentel - du contre-torpilleur Bison par le croiseur Georges Leygues fit 18 morts.

### Début de la Seconde Guerre mondiale
Au début de la Seconde Guerre mondiale, il sert dans la « Force de Raid » à Brest qui patrouille en Atlantique pour intercepter les raids des grands navires de guerre allemands.

### Dans la marine vichiste
À la signature de l'armistice, il est basé en Méditerranée et rejoint Toulon après Mers-el Kébir. Le 9 septembre 1940, sous les ordres du contre-amiral Bourragué, il quitte le port varois avec la Gloire et le Montcalm et franchit le détroit de Gibraltar, sans réaction de la part des Britanniques, ce qui vaudra à l'amiral Sir Dudley North commandant la base navale de Gibraltar d'être relevé de ses fonctions. La division de croiseurs fait escale à Casablanca pour faire le plein de mazout et continue jusqu'à Dakar où elle arrive le 14 septembre. Elle quitte Dakar le 18 septembre en direction de Libreville au Gabon mais est bloquée par des navires britanniques dont le HMAS Australia. Le Georges Leygues accompagné du Montcalm retourne alors sur Dakar, sans la Gloire, victime d'une avarie de machine, que les croiseurs anglais contraindront à gagner Casablanca. Les deux croiseurs participeront à la défense du port contre l'attaque des Britanniques et des Forces françaises libres du 23 au 26 septembre 1940 pour prendre la ville, lors de la bataille de Dakar. Le Georges Leygues touche 2 fois le HMAS Australia et évite les attaques par torpilles de l'aéronavale britannique.
À part le transport des lingots d'or de la Banque de France à Casablanca en août 1941, le navire naviguera très peu les deux années suivantes jusqu'au débarquement allié en Afrique du Nord le 8 novembre 1942 et l'occupation allemande de la zone libre à partir du 11 novembre 1942.

### Avec la France Libre
Avec d'autres bâtiments de guerre français, le croiseur rejoint alors les Alliés. Au début de 1943, il commence des patrouilles en Atlantique depuis Dakar et le 13 avril il intercepte le navire allemand Portland qui fut sabordé par son équipage. Le Georges Leygues est modernisé à Philadelphie de juillet à octobre 1943. Les installations aéronautiques sont débarquées (catapulte, mât de charge arrière, hangar et hydravion). Il est équipé d'un ASDIC et de radars SA et SF et son artillerie anti-aérienne est modernisée et renforcée par seize pièces de 20 mm Oerlikon Mk 4 et six pièces quadruples de 40 mm Bofors Mk 1/2.
Le Georges Leygues retourne à Dakar pour des patrouilles contre les navires allemands tentant de forcer le blocus. Il participa ensuite au débarquement allié du 6 juin 1944 en Normandie, en appui feu des troupes américaines d'Omaha Beach le 6 juin 1944, en canonnant la batterie de Longues-sur-Mer, puis au débarquement de Provence du 15 août 1944 où il tire 271 coups en deux jours.
Selon une tradition de la « Royale », la flamme de guerre, battante en tête de mât, était allongée d'un mètre par mois passé en campagne hors de France, celle du Georges Leygues mesurait 60 mètres lors de son entrée dans le port de Toulon libéré, le 13 septembre 1944. Il fut d'ailleurs en tant que navire amiral, le premier bâtiment français à entrer dans le port militaire du Levant, portant la marque du vice-amiral Lemonnier, chef d'état-major général de la Marine, qui avait été son commandant à la bataille de Dakar, en septembre 1940.
Le navire bombarda ensuite la côte de la Riviera italienne aux environs de Gênes jusqu'à mars 1945. Ce fut son dernier engagement lors de cette guerre.

### L'après-guerre
Il subit une importante refonte à Casablanca de mai 1945 jusqu'à la fin janvier 1946. En 1954, avec le Montcalm, il servit d'appui feu lors de la guerre d'Indochine et en 1956, il participa à l'intervention franco-britannique lors de la crise du canal de Suez.
Il est désarmé en novembre 1959 et sera ensuite utilisé pour divers essais. Il servira de cible dérivante le 19 juillet 1960 au sud de l'île du Levant au large de Toulon pour le tir de 8 missiles AS-20 tirés avec charges actives dont 7 toucheront le navire. Le croiseur sera envoyé ensuite ferraillé en 1961.
Son fanion, sa plaque métallique de sa citation au titre de l'armée de mer ainsi que ses tapes de bouches d'origine décoraient la coursive commandant de la frégate Georges Leygues qui perpétuait son héritage et ses traditions, jusqu'à son désarmement en 2013.

## Liste des commandants
- 1943-1944 : Capitaine de vaisseau Robert Jaujard[6]
- 1951-1953 : Capitaine de vaisseau Joseph du Gardin de Seveirac
- 1954-1956 : Capitaine de vaisseau Jules Évenou